# Guangsheng-Kloster

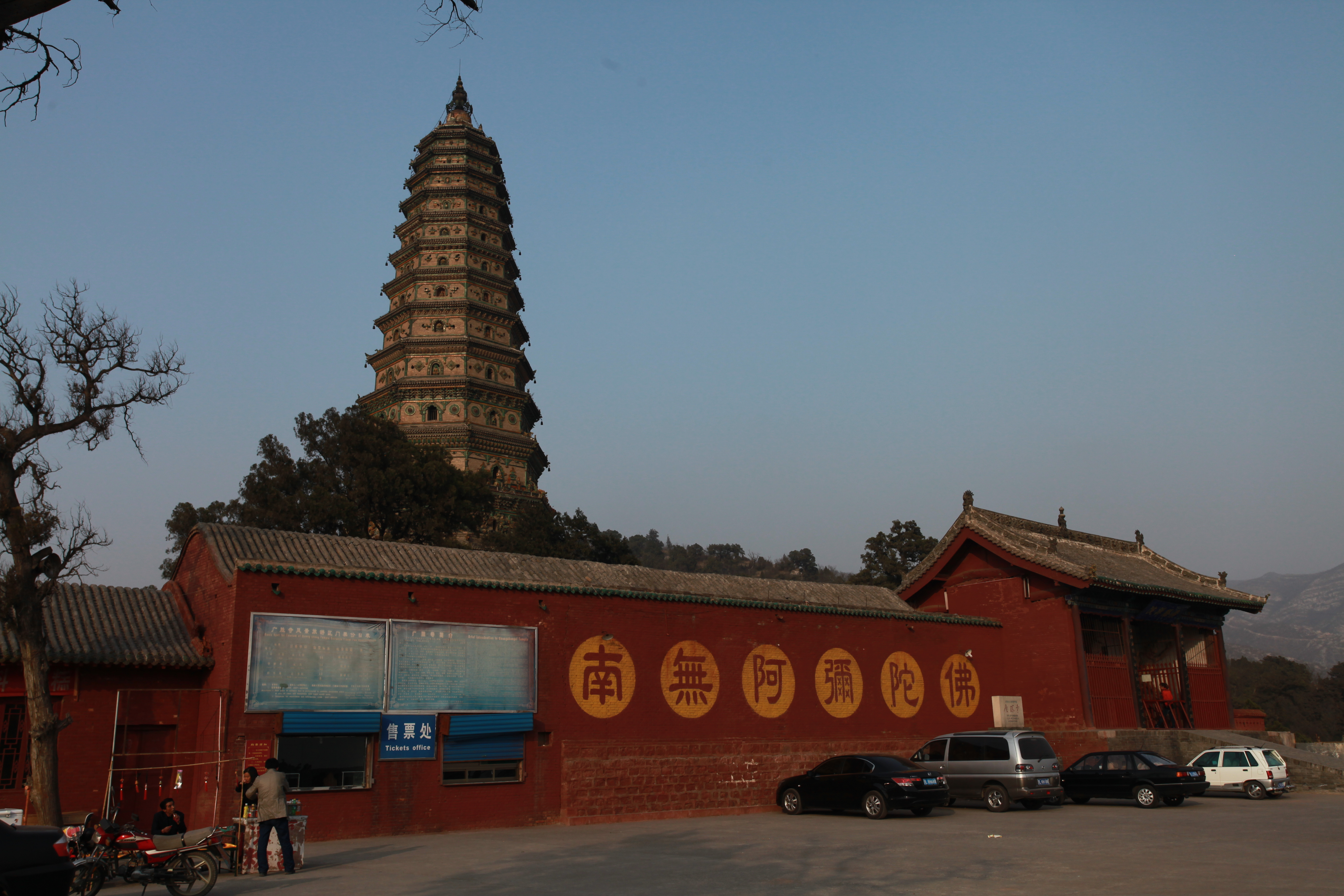
Guangsheng-Kloster

Das Guangsheng-Kloster (chinesisch 广胜寺, Pinyin Guǎngshèng sì) ist ein buddhistisches Kloster im Kreis Hongdong in der chinesischen Provinz Shanxi am  Fuße des Huoshan. Es hat einen Oberen und einen Unteren Tempel. Es wurde in der Zeit der Östlichen Han-Dynastie im 1. Jahr der Jianhe-Ära (147) unter einem anderen Namen gegründet. Seinen jetzigen Namen erhielt es in der Zeit der Tang-Dynastie. Die heutigen älteren Gebäude stammen aus der Zeit der Yuan- und Ming-Dynastie. Seit 1961 steht es auf der Denkmalliste der Volksrepublik China (1-96). Eine berühmte Ausgabe des buddhistischen Kanons, das Zhaocheng Jin Tripitaka (Zhaocheng Jinzang) aus der Zeit der Jin-Dynastie (Jurchen), wurde 1933 hier wiederentdeckt. Zum Oberen Tempel gehört eine über 47 m hohe Pagode aus der Zeit der Ming-Dynastie, die Feihong-Pagode (Feihong ta 飞虹塔), das Wahrzeichen des Klosters.